# Paleogenética
La paleogenética es el estudio del pasado por medio del análisis del material genético conservado de restos de organismos antiguos. Emile Zuckerkandl y el físico-químico Linus Carl Pauling introdujeron el término «paleogenética» en 1963, tomando como referencia al examen de las posibles aplicaciones en la reconstrucción de secuencias de polipéptidos anteriores. La primera secuencia de un ADN antiguo aislado del espécimen de museo ya extinto quagga fue publicada en 1984 por el equipo liderado por Allan Wilson.
Los paleogenetistas no recrean organismos actuales, pero juntan secuencias de ADN antiguo utilizando distintos métodos analíticos. En muchos sentidos, la genética de un organismo es «el único testigo directo de las especies extintas y de los eventos evolutivos».

## Aplicaciones

### Evolución
Con frecuencia, secuencias similares son encontradas en cadenas de polipéptidos de las proteínas en diferentes especies. Esta similitud está directamente ligada a la secuencia de ADN (el material genético del organismo). Debido a la improbabilidad de que esto sea ocasionado al azar, y su larga consistencia ha sido atribuida a la convergencia por selección natural, estas similitudes pueden estar vinculadas a la existencia de un ancestro común con genes comunes. Esto permite que las secuencias de polipéptidos puedan ser comparadas entre especies, y la diferencia entre dos secuencias genéticas puede ser usada para determinar —dentro del error— el tiempo en el cual un antecesor existió.

### Evolución humana
Utilizando el hueso del muslo de una hembra neandertal, se descubrió el 63 % de su genoma y se codificaron 3,7 miles de millones de bases del ADN. Esto demostró que el Homo neanderthalensis era el pariente más cercano del Homo sapiens, hasta que hace 30 000 años este linaje se extinguió. El genoma del Neandertal demostró estar dentro del rango de variación de los seres humanos anatómicamente modernos, aunque en la periferia se encuentra lejos de ese rango de variación. El análisis paleogenético también sugiere que los neandertales compartían más ADN con los chimpancés que con los Homo sapiens. También se encontró que los Neandertales eran menos diversos genéticamente que los humanos modernos, lo cual indica que el Homo neanderthalensis se expandió a partir de un grupo con relativamente de pocos individuos. Las secuencias de ADN sugieren que el Homo sapiens apareció primero en África entre 130 000 y 250 000 años.
La paleogenética abrió muchas posibilidades para el estudio de la evolución y dispersión de los homínidos. Al analizar los genomas de los homínidos, se pudo trazar su linaje desde su origen o desde donde comparten algún ancestro. El Denísova, una especie de homínido encontrado en Siberia, del cual pudo ser extraído su ADN, mostró signos de tener genes que no han sido encontrados en ningún genoma del Neandertal u Homo sapiens y posiblemente representa un nuevo linaje o especie de homínido.

### Evolución de la cultura
El ADN puede dar una visión del estilo de vida de las personas del pasado. El ADN neandertal muestra que vivieron en pequeñas comunidades temporales. El análisis de ADN también puede identificar las restricciones dietéticas y mutaciones, como el hecho de que el Homo neanderthalensis era intolerante a la lactosa.

## Arqueología

### Enfermedades antiguas
El estudio del ADN de fallecidos también nos permite mirar en el historial médico de la raza humana. Al mirar hacia atrás, podemos descubrir cuando ciertas enfermedades aparecieron por primera vez y comenzaron a afectar a los humanos.

#### Ötzi
El caso más antiguo de la enfermedad de Lyme fue descubierto en el genoma de un hombre llamado Ötzi, el hombre de hielo. Ötzi murió aproximadamente en los años 3300 a. C. y sus restos fueron descubiertos en los Alpes orientales a principios de 1990. Un análisis de sus genes se realizó veinte años después. Restos genéticos de la bacteria causaron la enfermedad de Lyme, Borrelia burgdorferi, los cuales fueron descubiertos en el material genético de Ötzi.

### Domesticación de animales
No solo los seres humanos antiguos pueden ser investigados a través de la paleogenética, sino también los organismos que tuvieron un efecto sobre ellos, de igual manera pueden ser examinados. Mediante el examen de la divergencia que se encuentra en especies domesticadas como el ganado y el registro arqueológico de sus contrapartes salvajes; el efecto de la domesticación puede ser estudiada, lo que nos podría decir mucho acerca de los comportamientos de las culturas que los domesticaron. La genética de estos animales también revela los rasgos que no se muestran en los restos paleontológicos, como ciertas pistas acerca del comportamiento, el desarrollo y la maduración de estos animales. La diversidad genética puede de igual manera determinar dónde fueron domesticadas las especies y cómo estas migraron hacia otras localidades.

## Restos
Los restos antiguos comúnmente contienen únicamente una pequeña fracción del ADN original presente en el organismo. Esto se debe a la degradación del ADN en el tejido muerto por factores bióticos y abióticos, cuando las enzimas reparadoras presentes en el tejido vivo dejan de ser funcionales. La preservación del ADN es dependiente del número de características ambientales, incluyendo la temperatura, humedad, oxígeno y luz solar. Los restos de las regiones con alta temperatura y humedad, por lo general, contienen menos ADN intacto que esas del permafrost o de cuevas, donde el frío es constante, el oxígeno bajo, y estas condiciones permanecen por cientos de años. Además, el ADN se degrada más rápidamente después de la excavación de materiales, y el hueso recién excavado tiene una probabilidad mayor de contener material genético viable. Después de la excavación, el hueso puede llegar a estar tan contaminado con ADN moderno (es decir, desde el contacto con la piel o herramientas no esterilizadas), que puede dar resultados falsos positivos.